# Krümper
Krümper hießen vor allem in der preußischen Armee die in den Jahren 1808 bis 1812/13 eingezogenen Soldaten, deren Ausbildungszeit gegenüber den bis 1807 geworbenen meistens vergleichsweise kurz war.

## Herkunft der Bezeichnung
Der Ausdruck Krümper war schon unter Friedrich II. von Preußen geläufig und bezeichnete diejenigen Urlauber, die die Regimenter in den Kantons zur Ergänzung unerwarteten Abgangs über den Etat bereithielten. Nach Krebs soll der Ausdruck dem Sprachgebrauch der Tuchmacher entlehnt sein und einen nur kurzzeitig im Tuchmachergewerbe ausgebildeten Menschen bezeichnet haben. Nach Kluge wird das Wort ab 1808 zunächst scherzhaft, später offiziell zur Benennung nur kurzfristig ausgebildeter Soldaten verwendet und soll an „Krüppel“ angelehnt sein.
Der „Transfeldt“ leitet das Wort von „krumpfen“ ab, das seit 1707 belegt sei und so viel wie „schrumpfen“ bedeute und den Abgang an Soldaten durch Krankheit, Fahnenflucht etc. bedeute, für deren Ersatz jede Kompanie einige sog. „Überkomplette“ mit ins Feld nahm.
Auch der Große Generalstab widmet dem Begriff „Krümper“ und seiner Herleitung und ursprünglichen Bedeutung zwei Seiten: Er wiederholt die These von der Herkunft aus dem Tuchmachergewerbe, verweist darauf, dass in den diversen Rapporten über Truppenstärken bis zum Tode Friedrichs des Großen der Begriff häufiger vorkomme, aber nach dem Tode des großen Königs 1786 zunächst aus dem militärischen Sprachgebrauch verschwunden sei.
Nach anderer Ansicht wurden solche Angehörigen der Armee als Krümper bezeichnet, die nur Aufgaben innehatten, die nicht zum unmittelbaren Waffendienst gehörten, oder die noch nicht in den Regimentslisten geführt wurden. Sie erhielten weder Sold noch Waffen, sondern wurden für ihren Dienst lediglich verpflegt. Die Bezeichnung „Krümper“ soll sich von „krumm“ (oberdeutsch: „krumb“) ableiten
Zusammenfassend ist festzustellen: Die Bezeichnung „Krümper“ kam irgendwann in der Neuzeit auf und bezeichnet zunächst vermutlich einen alterskrummen und daher gebrechlichen, aber auch ungeschickten Menschen (ungeschickt häufig infolge mangelhafter Ausbildung), der bei der Truppe
- entweder nichtmilitärische Aufgaben wahrnahm
- oder als Überkompletter zum Ersatz von Ausfällen zur Verfügung stand
- oder beide Aufgaben in seiner Person vereinte,
- wobei genaue etymologische Herkunft und erstes Aufkommen des Wortes (und letztlich auch seine ursprüngliche Bedeutung) strittig sind. Die gegebenen Deutungsversuche widersprechen sich teilweise und führen zu unterschiedlichen Auffassungen, eine Untersuchung des Wortes unter Hinzuziehung heutiger sprachwissenschaftlicher Methoden fehlt, weil der Begriff mittlerweile quasi ausgestorben ist.

Die Bezeichnung „Krümper“ ist in jedem Falle deutscher Herkunft. Das Wort hat keine direkte Entsprechung in irgendeiner anderen Sprache, insbesondere nicht im Französischen. Begriffe wie „Überkompletter“, „Unausgebildeter“, „Schwacher“ etc. sind Versuche einer Deutung, die auch übersetzt werden können, treffen aber nicht die tatsächlich hinter der Verwendung des Begriffes stehende Absicht, die von Napoleon aufgezwungene Personalbeschränkung des Heeres zu unterlaufen. Um diese Absicht zu verschleiern, wurde offensichtlich bewusst dieser mehrdeutige Begriff verwendet.

## Vorläufer des Krümpersystems
Nach Jany soll das Krümpersystem bereits vor dem Frieden von Tilsit (1807) in der preußischen Armee eingeführt worden sein: Als im Friede von Lunéville anno 1801 das gesamte linksrheinische Gebiet französisch wurde, standen diese Gebiete preußischen Werbeoffizieren nicht mehr zur Verfügung. Ähnliches galt aber auch für die rechtsrheinischen Gebiete: Alle Landesherren waren bedacht, ihre Landeskinder als Menschenpotential für die eigene Armee zu behalten und nicht für fremde Staaten abwerben zu lassen. Damit war ein Ende des stehenden Heeres, das in der Mehrzahl aus langdienenden Ausländern bestand, in Preußen abzusehen. Gleichzeitig begann die bis dahin vorherrschende Lineartaktik, die eine sehr lange und gründliche Ausbildung des Infanteristen erforderte, der von den Revolutionsheeren angewandten Kolonnentaktik zu weichen. Letztere benötigte eine erheblich geringere Ausbildung des Soldaten. Diese Fakten resultierten in seit etwa 1802 vermehrt angestellten Überlegungen, geworbene Ausländer mit zwanzigjähriger Dienstzeit durch kurzzeitig zum Militärdienst verpflichtete Inländer zu ersetzen: Durch die Wehrpflicht würden zwar die Inländer als Arbeitskräfte der Wirtschaft entzogen, aber nur für eine vergleichsweise kurze Zeit, da die neue Gefechtstaktik viel schneller erlernbar war. Im Gegensatz zu Ausländern blieben gezogene Inländer im Zweifel im Lande und waren daher im Kriegsfall sofort verfügbar. Solche Überlegungen stellten die Generäle Ernst von Rüchel, Georg Friedrich von Tempelhoff und Wilhelm René de l’Homme de Courbière an. Durch A.K.O. vom 17. August 1805 wurden derartige Vorschläge teilweise angenommen. Bevor sie indessen in die Tat umgesetzt werden und sich auswirken konnten, brach der Preußische Staat nach der Katastrophe von Jena und Auerstedt zusammen und musste im Frieden von Tilsit am 9. Juli 1807 unter anderem große Gebietsverluste und in der anschließenden Pariser Konvention vom 8. September 1808 Bestimmungen zur Einschränkung der Stärke seiner Armee hinnehmen.

## 1808 bis 1813
Als „Erfinder“ des Krümpersystems wird häufig Gerhard von Scharnhorst genannt, der aber seinerseits die Idee von dem damaligen Oberst und späteren General Hans Karl Friedrich Franz von Below erhalten haben will, und so schlug die Reformkommission dem König Friedrich Wilhelm III. am 25. September 1807 (also knapp drei Monate nach Abschluss des Friedens von Tilsit) folgenden Vorschlag:
„Jede Kompagnie stellt in dem ersten Jahr, um erst eine hinlängliche Reserve zur Besatzung der Festungen, Ersatz im Krieg usw. zu erhalten, jährlich 20 der jüngsten Männer, über 18 Jahre alt, ein, und entläßt ebensoviele der ältesten Soldaten. Jede Eskadron entläßt 20 der ältesten Reuter und stellt ebensoviele 18jährige und ältere ein.“
Der König entsprach diesen Vorschlägen am 6. August 1808 (und damit einen Monat vor Abschluss der Pariser Konvention von 1808) in einer Kabinettsorder, die – leicht geändert – am 24. Dezember 1808 folgende Fassung erhielt:
„daß die Regimenter die ihnen zugeteilten Kantons untersuchen und von en darin befindlichen Mannschaften, welche ihnen für den in der Folge eingetretenen Abgang zum Ersatz dienen können, Listen eingeben; zunächst aber, wie bisher geschehen, monatlich pro Kompagnie 5 Mann Rekruten einstellen und dagegen 5 Mann der ältesten Einländer entlassen sollen“.
Mittlerweile war Preußen in der Pariser Konvention gezwungen worden, seine Truppen auf maximal 42.000 Mann zu beschränken, wobei gleichzeitig die Bildung von Milizen verboten war.
Der Ausdruck „Krümper“ erscheint in diesem Zusammenhang erstmalig in einer Kabinettsordre vom 24. November 1808, wonach die infolge der Pariser Konvention als überzählig zu entlassenden Unteroffiziere und Mannschaften „nur als Krümper bezeichnet“ werden sollten. Krümper waren also Männer, auf die man bei Mobilmachung zurückgreifen konnte, und die sich zusammensetzten aus
- kurzzeitig im Kriegshandwerk ausgebildete Soldaten
- länger und schon in der alten preußischen Armee gediente Soldaten

Hierbei musste die Absicht, diese Männer bei Mobilmachung wieder einzuziehen, natürlich geheim gehalten werden, um Napoleon Bonaparte nicht zu entsprechenden Verboten zu veranlassen. Ob man deshalb auch auf die mittlerweile ungebräuchliche Bezeichnung „Krümper“ (die im Gegensatz zu vielen anderen damals im militärischen Sprachgebrauch verwendeten Ausdrücken nicht dem Französischen entstammte und auch nur schwer ins Französische übersetzbar ist) wieder verwendete, bleibt Spekulation.
Nachdem der Zweck des Krümpersystems, eine zusätzliche Reserve an ausgebildeten Soldaten für den Kriegsfall bereitzuhalten, geheim zu bleiben hatte, stand die Truppe dieser neuen Einrichtung häufig eher ablehnend gegenüber: Dies war nicht nur der häufig anzutreffende Widerstand gegen alles Neue, sondern auch die Tatsache, dass mit altgedienten Soldaten natürlich viel mehr anzufangen war als mit Neulingen, die sich erst eingewöhnen und das Kriegshandwerk zu erlernen hatten. Nachdem bei den höheren Stellen zunächst keinerlei Überblick herrschte, wie viele Krümper im Kriegsfall zur Verfügung standen, war deren Anzahl sowie die Dauer ihrer Ausbildung ab Herbst 1810 zu melden. Hierbei stellte sich heraus, dass die Ausbildung der Krümper sehr uneinheitlich gehandhabt wurde: Während bei einigen Einheiten der Schwerpunkt auf einer kurzzeitigen Ausbildung (Dienstzeit 1–6 Monate) lag, führten andere Einheiten vor allem langgediente (1–20 Jahre) als Krümper und zogen bevorzugt diese zu Wiederholungsübungen ein, wobei sowohl Mannschafts- wie auch Unteroffiziersdienstgrade vertreten waren. Die Einziehung von Landeskindern zum Militärdienst führte auch in Einzelfällen zu Protesten, da die jungen Männer insoweit der Wirtschaftskraft des Landes zeitweise entzogen wurden. In Grenzgebieten Preußens Wohnende neigten zum Verziehen in den jeweiligen Nachbarstaat, um einer Einziehung zu entgehen.
Über die Zahl der insgesamt in den Jahren 1808 bis 1812 ausgebildeten Krümper herrscht große Uneinigkeit, weil einerseits nicht klar ist, ob z. B. auch sich 1812 in Kurzausbildung befindliche Rekruten oder zu Wiederholungsübungen Eingezogene den Krümpern hinzuzurechnen waren, und ob nach Absolvierung ihrer Militärzeit untauglich Gewordene oder Ausgewanderte noch als Krümper galten. Die Angabe von insgesamt 150.000 Mann ist mit Sicherheit zu hoch, richtig dürfte eine Anzahl von etwa 40.000 sein, die immerhin ausreichte, um im Frühjahr 1813 die Streitkräfte Preußens etwa zu verdoppeln.
Insgesamt kann das Krümpersystem als Notbehelf im Rahmen der politisch vorgegebenen Möglichkeiten gewertet werden. Die Mängel des Krümpersystems wurden durch das Gesetz über die Verpflichtung zum Kriegsdienst vom 3. September 1814 größtenteils beseitigt.

## Auswirkungen 1919
Als Frankreich im Jahr 1919 erneut Gelegenheit hatte, den Verliererstaaten des Ersten Weltkrieges einseitige Verträge aufzuzwingen, wurde mit diesem Vertragswerk eine Neuauflage des Krümpersystems zu verhindern versucht. Exemplarisch sei hier der Friedensvertrag von Versailles erwähnt:
- In Art. 160 wurde der Höchststand auf 100.000 Mann (einschließlich maximal 4000 Offiziere) festgesetzt: Dadurch sollte verhindert werden, dass zusätzlich Offiziere vorhanden waren, um im Fall eines Falles neu aufzustellende Truppen zu kommandieren.
- In Art. 161 wurde die Zahl der Militärbeamten, in Art. 162 die Zahl der Zoll- und Grenzbeamten sowie der Polizeibeamten beschränkt, um zu vermeiden, dass bislang von Soldaten erledigte Aufgaben jetzt von Personen wahrgenommen wurden, die zumindest auf dem Papier nicht als Soldaten bezeichnet waren.
- In Art. 173 wurde die allgemeine Wehrpflicht in Deutschland abgeschafft.
- In Art. 174 wurde eine Mindestdienstzeit von 12 Jahren für Unteroffiziere und Mannschaften  festgelegt, eine Kurzausbildung (nach Vorbild des Krümpersystems) sich freiwillig Meldender daher ausgeschlossen.